# Barleria penelopeana
Barleria penelopeana är en akantusväxtart som beskrevs av I.Darbysh.. Barleria penelopeana ingår i släktet Barleria och familjen akantusväxter. Inga underarter finns listade i Catalogue of Life.